# 中華人民共和國立法法
中華人民共和國立法法是中華人民共和國一部有關立法的法律，共6章120條。該法律於2000年3月15日第九屆全國人民代表大會第三次會議通過，2015年3月15日第十二届全国人民代表大会第三次会议《关于修改〈中华人民共和国立法法〉的决定》作出第一次修正。2023年3月13日第十四届全国人民代表大会第一次会议《关于修改〈中华人民共和国立法法〉的决定》作出第二次修正。

## 制定原因
中国宪法以及其他有关法律尽管对立法权限的划分、立法程序、法律解释等问题作了原则规定。但由于宪法对立法权限的划分不够具体、不够明确，导致有些法规、规章与法律相抵触或者法规、规章之间相互矛盾、冲突；有些法规、规章的质量不高，存在着起草和制定过程中片面强化、扩大部门的权力，为本部门、本系统带来不应当有的审批权、发证权、收费权、处罚权；有的还超越职权，擅自解释法律、法规，或者各搞各的规章。这些问题在一定程度上损害国家法制的统一和尊严，也严重地影响了正确执法。
为了提高立法质量，维护国家法制统一，对法律、行政法规、地方性法规、规章的制定做出统一的规定，因而中华人民共和国决定制定《立法法》。